# Vruchtenbrood
Met de term vruchtenbrood wordt brood aangeduid waarin vruchten zijn verwerkt.
Er zijn vele verschillende soorten vruchtenbrood in de handel en de samenstelling en bereidingswijze variëren sterk. Vruchtenbrood wordt vaak van bloem gemaakt en lijkt dan, afhankelijk van de hoeveelheid ei en boter in het beslag - op wittebrood of cake maar er is ook volkorenbrood in de handel met de naam vruchtenbrood. Vruchten die in vruchtenbrood verwerkt worden, zijn in veel gevallen witte en blauwe rozijnen, soms krenten, dadels, vijgen, appels, kweepeer, abrikozen, kersen, bessen en cranberry's. 
Andere ingrediënten in vruchtenbrood zijn wel walnoten, hazelnoten, vanille, kardemom en koekkruiden.